# Akiko Sugiyama
Akiko C. Bedor Sugiyama és una política palauana i vídua del senador de Palau Peter Sugiyama. Ja el 1995, va ser l'única dona que havia estat mai elegida al Congrés Nacional del Palau. El 2005, va ser elegida governadora de l'estat de Ngardmau en unes eleccions especials després de la detenció de Schwartz Tudong per l'ús indegut de fons públics. Juntament amb Vicki Kanai d'Airai, va ser la primera dona elegida governadora de qualsevol dels estats de Palau.